# Nordic Game Jam
La Nordic Game Jam (NGJ) est une game jam créé en 2006 par les game designers Gorm Lai, Jesper Juul et Henriette Moos. L'événement se célèbre chaque année depuis, à Copenhague. Depuis 2013, la NGJ est accueillie par l'université d'Aalborg. 

## Description
La Nordic Game Jam réunit des designers vétérans et novices dans une compétition de conception de jeux vidéo en 48h. Additionnellement, l'événement propose des conférences, des ateliers de création et des espaces de discussion. 

## Historique
La première édition de la NGJ se réalise du 27 au 29 janvier 2006 dans les installations de l'université IT de Copenhague. 
En 2009, Gorm Lai prend le modèle de la Nordic Game Jam pour fonder une version internationale de l'événement, la Global Game Jam.
En 2013, les organisateurs de la NGJ annoncent que le nouveau site de la compétition sera l'université d'Aalborg.
Dans le contexte de la pandémie de coronavirus, la NGJ 2020 initialement programmée du 16 au 19 avril est suspendue dû aux mesures de confinement établies par le gouvernement danois. Une version en ligne du jam a été effectuée dans les dates originellement prévues.

## Éditions
En 2014, près de 500 personnes participent à la Nordic Game Jam pour concevoir plus de 100 jeux L'année suivante, la dixième édition attire 731 participants qui parviennent à créer 130 jeux en 48 heures. 